# Kazajistán Septentrional
Kazajistán Septentrional (en ruso: Северо-Казахстанская область, en kazajo: Солтүстік Қазақстан облысы ) es una de las diecisiete provincias que, junto con las tres ciudades independientes, conforman la República de Kazajistán. Su capital es Petropavl. Está ubicada al norte del país, limitando al norte con Rusia, al sureste con Pavlodar, al sur con Akmola y al oeste con Kostanay. Con 98 000 km² es la provincia menos extensa, y con 596 000 habs. en 2009, la tercera menos poblada, por delante de Atyrau y Mangystau, la menos poblada.

## Divisiones administrativas

Distritos de la provincia de Kazajistán Septentrional.

La provincia está dividida administrativamente en trece distritos y la ciudad de Petropavl.
- Distrito de Akkayin, con centro administrativo en Smirnovo;
- Distrito de Akzhar, con centro administrativo en el selo de Talshik;
- Distrito de Aiyrtau, con centro administrativo en el selo de Saumalkol;
- Distrito de Esil, con centro administrativo en el selo de Yavlenka;
- Distrito de Gabit Musirepov, con centro administrativo en Novoishimskoye;
- Distrito de Kyzylzhar, con centro administrativo en Beskol;
- Distrito de Magzhan Zhumabaev, con centro administrativo en la ciudad de Bulyevo;
- Distrito de Mamlyut, con centro administrativo en la ciudad de Mamlyutka;
- Distrito de Shalkin, con centro administrativo en la ciudad de Sergeyev;
- Distrito de Taiynsha, con centro administrativo en la ciudad de Taiynsha;
- Distrito de Timiryazev, con centro administrativo en Timiryazevo;
- Distrito de Ualikhanov, con centro administrativo en Kishkenekol;
- Distrito de Zhambyl, con centro administrativo en el selo de Presnovka.